# Kanotsport vid olympiska sommarspelen 1980
Kanotsport vid olympiska sommarspelen 1980 paddlades i Moskva. 

## Medaljsummering

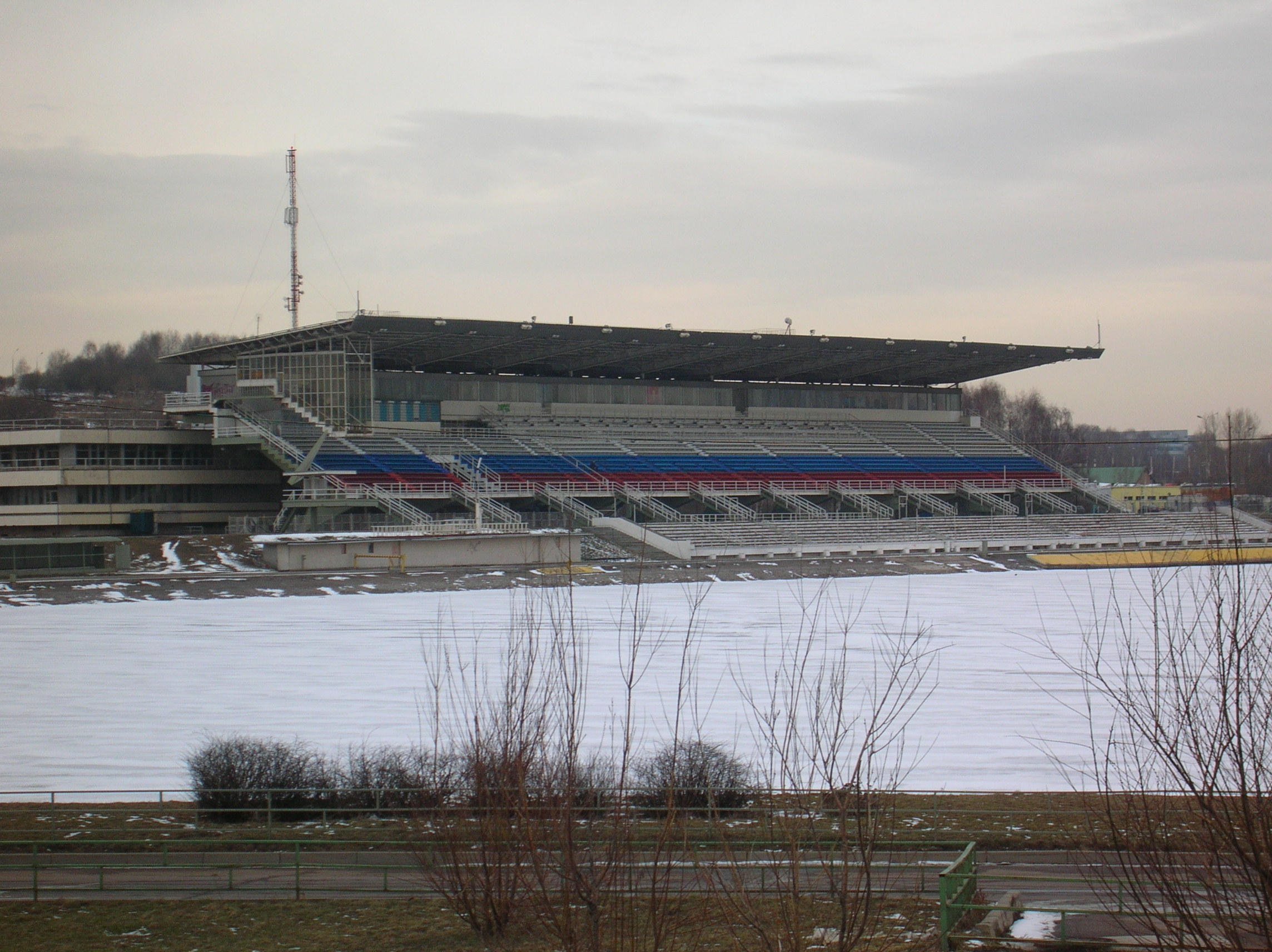
Alla grenar ägde rum på Moscow Canoeing and Rowing Basin i Krylatskoye

Herrar
| Event                      | Guld                                                                | Silver                                                    | Brons                                                                  |
| C-1 500 meter Detaljer...  | Sergei Postrechin Sovjetunionen                                     | Ljubomir Ljubenov Bulgarien                               | Olaf Heukrodt Östtyskland                                              |
| C-1 1000 meter Detaljer... | Ljubomir Ljubenov Bulgarien                                         | Sergei Postrechin Sovjetunionen                           | Eckhard Leue Östtyskland                                               |
| C-2 500 meter Detaljer...  | Ungern László Foltán István Vaskúti                                 | Rumänien Ivan Potzaichin Petre Capusta                    | Bulgarien Borislav Ananiev Nikolai Ilkov                               |
| C-2 1000 meter Detaljer... | Rumänien Ivan Potzaichin Toma Simionov                              | Östtyskland Olaf Heukrodt Uwe Madeja                      | Sovjetunionen Vasilj Jurtjenko Jurij Lobanov                           |
| K-1 500 meter Detaljer...  | Vladimir Parfenovitj Sovjetunionen                                  | John Sumegi Australien                                    | Vasile Dîba Rumänien                                                   |
| K-1 1000 meter Detaljer... | Rüdiger Helm Östtyskland                                            | Alain Lebas Frankrike                                     | Ion Bîrlădeanu Rumänien                                                |
| K-2 500 meter Detaljer...  | Sovjetunionen Vladimir Parfenovitj Sergei Tjuchraj                  | Spanien Herminio Menéndez Guillermo del Riego             | Östtyskland Rüdiger Helm Bernd Olbricht                                |
| K-2 1000 meter Detaljer... | Sovjetunionen Vladimir Parfenovitj Sergei Tjuchraj                  | Ungern István Szabó István Joós                           | Spanien Luis Gregorio Ramos Herminio Menéndez                          |
| K-4 1000 meter Detaljer... | Östtyskland Rüdiger Helm Bernd Olbricht Harald Marg Bernd Duvigneau | Rumänien Mihai Zafiu Vasile Dîba Ion Geantă Nicuşor Eşanu | Bulgarien Borislav Borisov Bozhidar Milenkov Lazar Christov Ivan Manev |

Damer
| Event                     | Guld                                      | Silver                                        | Brons                            |
| K-1 500 meter Detaljer... | Birgit Fischer Östtyskland                | Vanja Gesjeva Bulgarien                       | Antonina Melnikova Sovjetunionen |
| K-2 500 meter Detaljer... | Östtyskland Carsta Genäuß Martina Bischof | Sovjetunionen Galina Alexejeva Nina Trofimova | Ungern Éva Rakusz Mária Zakariás |

## Medaljtabell
| Pl. | Nation        | Guld | Silver | Brons | Totalt |
| --- | ------------- | ---- | ------ | ----- | ------ |
| 1   | Sovjetunionen | 4    | 2      | 2     | 8      |
| 2   | Östtyskland   | 4    | 1      | 3     | 8      |
| 3   | Bulgarien     | 1    | 2      | 2     | 5      |
| 3   | Rumänien      | 1    | 2      | 2     | 5      |
| 5   | Ungern        | 1    | 1      | 1     | 3      |
| 6   | Spanien       | 0    | 1      | 1     | 2      |
| 7   | Australien    | 0    | 1      | 0     | 1      |
| 7   | Frankrike     | 0    | 1      | 0     | 1      |